# Никола Милићевић Луњевица
Никола Милићевић (Луњевица, 1767 — Луњевица, 1842) по коме је и добио надимак Луњевица, био је српски трговац, један од главних помагача српских устанака и председник суда рудничког.

## Биографија
Никола Милићевић рођен је у селу Луњевица 1767. године, по ком је и био прозван Луњевица. Крајем 18. века био је веома познат као богати трговац у свом крају, али и на просторима преко Саве. Богатство је његово нарочито умножавао трговином преко земунских трговаца који су аустријској војсци набављали храну и стоку. "Тако виђен човек не могаше да не пође са својим оданим му, Рудничанима у бој када дође време борби за ослобођење...", забележили су хроничари.
Никола Луњевица је у својој средини важио за човека мудрих савета, а новчаним средствима и трговачким знањем помагао је и набавком убојних средстава за српску устаничку војску. И поред тога што није никад уврштен у ред устаничких старешина, упамћен је по томе што је обилато помагао устанике у зачецима Српске револуције, како у Првом, тако и у Другом српском устанку.
Током оба устанка, добро је сарађивао са војводом Милошем Обреновићем. Никола је био Милошев побратим, па тиме и девер његовој супрузи Љубици. Њихов савременик Сима Милутиновић Сарајлија указује на то да је војвода Милош дошавши из Такова, где је устанак уговорен, у Црнућу код куће затекао један коњски товар препун талира, што му је дао газда Никола Милићевић из села Луњевице, спремио и послао још нешто новца да му се нађе.
Никола Луњевица је био главни посредник женидбе Милоша Обреновића и Љубице, из чувене породице Вукомановић. На четрдесетодневни помен Радослава, оца будуће књегиње Љубице, Никола је са Милошевим братом Миланом, рудничким војводом, завршио посао око Милошеве женидбе.
Личност Николе Луњевице остала је забележена и у случају када је војвода Милан Обреновић кренуо 1810. године у Букурешт. Он је тада предао Николи Луњевици осам стотина рупшија с молбом да их он, у случају Миланове смрти, преда његовом сину Ристи. Кад су умрли и Милан и Риста, Никола Луњевица је отишао на двор кнезу Милошу Обреновићу и предао му запечаћени коверат са новцима који су му поверени на чување.
За време владавине кнеза Милоша Обреновића, Никола Луњевица је вршио дужност председника Окружног суда рудничког. Био је познат као умешан судија који је много праштао.
Обновио је манастир Вујан, где је и сахрањен после своје смрти 11. (23). маја 1842. године.
Стицајем околности, унука Николе Луњевице, Драга, удајом за краља Александра Обреновића, постала је трагична краљица Србије.

## Галерија
- Споменик Николи Милићевићу Луњевици
- Спомен плоча поред бисте Николе Милићевића Луњевице у селу Луњевица
- Споменик Николи Милићевићу Луњевици